# Pachyserica scalaris
Pachyserica scalaris är en skalbaggsart som beskrevs av Gilbert John Arrow 1946. Pachyserica scalaris ingår i släktet Pachyserica och familjen Melolonthidae. Inga underarter finns listade i Catalogue of Life.